# Robert Monod
Pour les articles homonymes, voir Monod.
Robert Monod, né le 17 décembre 1884 à Pau et mort le 26 mars 1970 à Paris, est un chirurgien thoracique français ayant réalisé les premières résections pulmonaires majeures. Il a été également un résistant notable durant la Seconde Guerre mondiale.

## Biographie
C'est en 1934 que Robert Monod réalise la première résection pulmonaire majeure, une lobectomie pulmonaire inférieure droite, initialement pour des maladies infectieuses comme la tuberculose. Il pratique ensuite en 1938 la première lobectomie pour cancer en Europe (la première mondiale avait été réalisée en 1933 aux États-Unis par Evarts Ambrose Graham), et la première pneumonectomie pour cancer en 1939.
Il fonde en 1934 la Société française d'anesthésie et d'analgésie.
Il est membre du comité médical de la Résistance avec Gabriel Richet. En tant que directeur des services sanitaires FFI pour la Seine-et-Oise, Robert Monod participe à la libération de Paris en 1945 ; dans le film Paris brûle-t-il ? son rôle est tenu par l'acteur Charles Boyer.
En 1949, l’Académie française lui décerne le prix Louis-Paul-Miller pour son ouvrage Les heures décisives de la Libération de Paris
Il est le père de Claude Monod (1917-1945), jeune chirurgien et résistant tué lors de combats durant la campagne d'Allemagne.
Il est inhumé au cimetière urbain de Pau.

## Distinctions
- Grand officier de la Légion d'honneur (1969).
- Commandeur de l'ordre de la Santé publique (1956)[4]